# انفرادی (فیلم ۱۳۹۸)
انفرادی فیلمی ایرانی در ژانر کمدی-اکشن به کارگردانی مسعود اطیابی، نویسندگی حمزه صالحی و تهیه کنندگی سید ابراهیم عامریان است که در تابستان ۱۳۹۸ تهیه و تولید شده و سپس در ۷ اردیبهشت ۱۴۰۱ در سینماهای سراسر کشور اکران شد.

## خلاصه داستان
یک شرکت مالی و اعتباری که رئیسش اسدالله کرامت (برزو ارجمند) نام دارد به گفته مسئولان شرکت ورشکست شده است. کسانی که پول‌های خود را در این مؤسسه گذاشته‌اند در جلوی این مؤسسه شروع به اعتراض می‌کنند. این اتفاقات باعث می‌شود که سه نفر از همین طلبکاران به نام‌های امیر (مهدی هاشمی)، بهرام (احمد مهران‌فر) و جواد (رضا عطاران) بی خانمان شوند و با هم هم‌مسیر شوند که آنها را وارد اتفاقاتی می‌کند.

## بازیگران
| ردیف | بازیگر          | نقش               |
| ---- | --------------- | ----------------- |
| ۱    | مهدی هاشمی      | امیر              |
| ۲    | رضا عطاران      | جواد              |
| ۳    | احمد مهران‌فر    | بهرام             |
| ۴    | برزو ارجمند     | کرامت             |
| ۵    | شقایق دهقان     | الهام             |
| ۶    | سیروس همتی      | سیروس             |
| ۷    | علی عامل هاشمی  | جوانی امیر        |
| ۸    | امید روحانی     | دکتر              |
| ۹    | مهدی فقیه       | روحانی            |
| ۱۰   | علیرضا مهران    | پلیس تقلبی        |
| ۱۱   | شکیب شجره       | جمشید کرمی        |
| ۱۲   | مهسا طهماسبی    | صفورا             |
| ۱۳   | سید حسن حسینیان | پیرمرد معتاد      |
| ۱۴   | محمدرضا رهبری   | رهگذر جلوی پاسگاه |